# Carson-Pegasus Provincial Park
Carson-Pegasus Provincial Park är en park i Kanada.   Den ligger i provinsen Alberta, i den centrala delen av landet, 3 000 km väster om huvudstaden Ottawa. Carson-Pegasus Provincial Park ligger 850 meter över havet.
Terrängen runt Carson-Pegasus Provincial Park är lite kuperad, och sluttar söderut. Trakten runt Carson-Pegasus Provincial Park är nära nog obefolkad, med mindre än två invånare per kvadratkilometer.. Närmaste större samhälle är Whitecourt, 16,8 km söder om Carson-Pegasus Provincial Park.
I omgivningarna runt Carson-Pegasus Provincial Park växer i huvudsak blandskog.